# 야와타노 야부시라즈

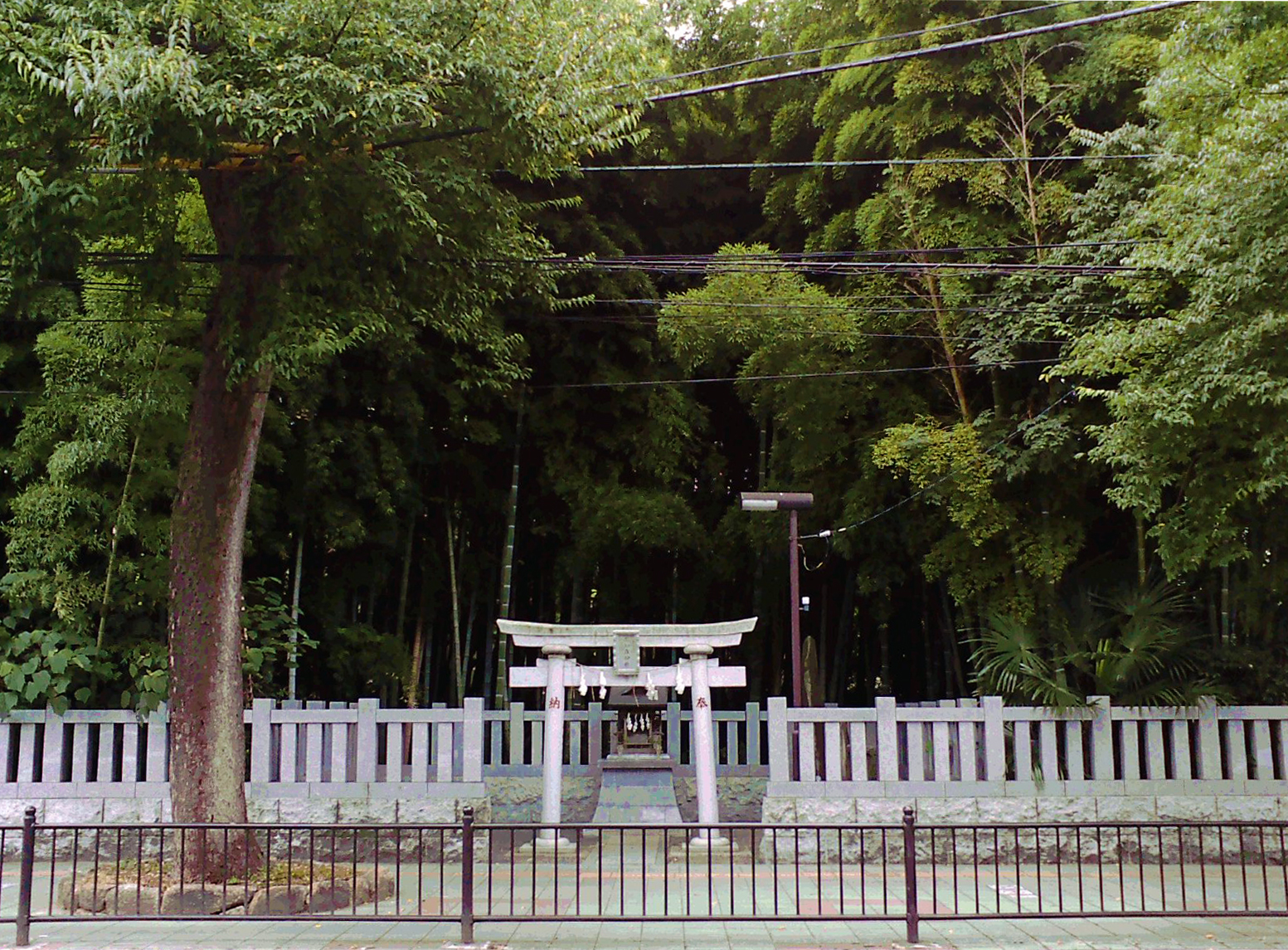
야와타노 야부시라즈.

야와타노 야부시라즈(일본어: 八幡の藪知らず)는 지바현 이치카와시 야와타의 지바가도(국도 14호선)에 있는 작은 숲이다. 옛날부터 들어가서는 안 될 곳으로 알려져 있으며, 발을 디디면 다시는 나올 수 없게 된다는 가미카쿠시 전승으로 유명하다.

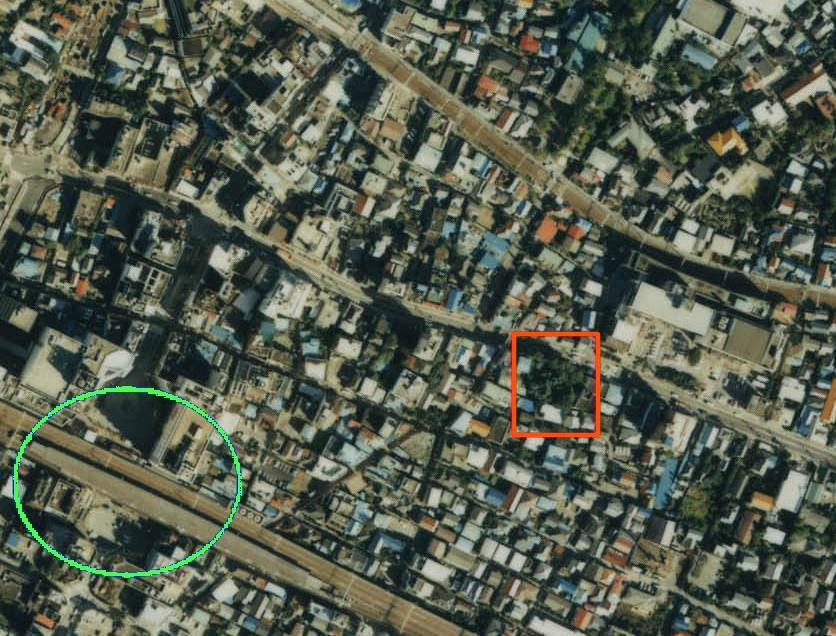
항공사진으로 보이는 야와타노 야부시라즈(붉은 네모). 왼쪽의 녹색 원은 JR 모토야와타 역.

야와타노 야부시라즈는 모토야와타역에서 걸어서 5분 정도 떨어진 치바 가도(국도 14호선)를 따라 이치카와 시청 대각선 맞은 편에 있다. 현재는 근처에 사람들의 왕래가 많으며, 야와타노 야부시라즈만 도심지 한가운데 정사각형으로 덩그러니 놓여 있다. 근처에는 하치만 지명의 유래가 된 하치만 신사도 있다. 숲의 크기는 가로세로 18 미터 정도로, 결코 안에 들어가면 방향감각을 잃을 정도로 넓은 숲이라고 할 수는 없다.
옛날에는 대나무, 옷나무, 소나무, 삼나무, 가시나무, 밤나무 등이 우거져 있어 쇼와 말엽 무렵까지는 오랜 수령(樹齡)의 고목들이 울창한 모습이었다. 하지만 현재는 죽순대가 숲속을 침식하여 목본 수목은 조금만 남아있을 뿐이다. 또 숲 한가운데가 오목한 요지(凹地)라는 지형적 특징이 있다. 숲의 범위는 옛날에는 더 넓었다고 하는데, 적어도 에도 시대의 문헌을 보면 이미 그때부터 지금 정도의 넓이로 줄어들어 있음을 알 수 있다.
이 숲에 발을 디디면 다시는 나올 수 없게 된다는 전승은 후술할 바와 같이 그 유래에 여러 가지 설이 있지만, 적어도 에도 시대부터는 존재하던 전승으로서, 숲 주위에 울타리를 둘러쳐 안에 들어가지 못하도록 하고 있다. 도로변에 접한 작은 신전이 설치되어 있고, 그 옆에는 "절대 들어가선 안될 숲(八幡不知森)"이라고 기록된 안세이 4년(1857년)에 건립된 비석이 있다. 이 신전은 도로에서 숲 속으로 살짝 들어간 위치에 있고, 신전 부지에 들어가서 참배만 하면 대부분의 경우 무사히 나올 수 있다.

## 유래
야와타노 야부시라즈 전승은 에도 시대의 문헌에서부터 이미 볼 수 있는데, 에도 시대 이전부터 전승이 존재했는지 여부는 확실치 않다. 또 왜 이 땅이 출입금지 구역이 된 것인지에 대해서도 단일한 명확한 이유가 존재하는 것은 아니다. 그러나 어쨌든 인근 사람들은 이 숲에 경외감을 가지고 있으며, 현재도 들어가는 것은 금기시된다.
전승 유래에 관해서는 다음과 같은 설들이 있다.
- 야마토타케루의 영소라는 설
- 타이라노 요시마사의 묘소라는 설
- 타이라노 마사카도의 묘소라는 설
- 타이라노 마사카도의 가신의 묘소라는 설

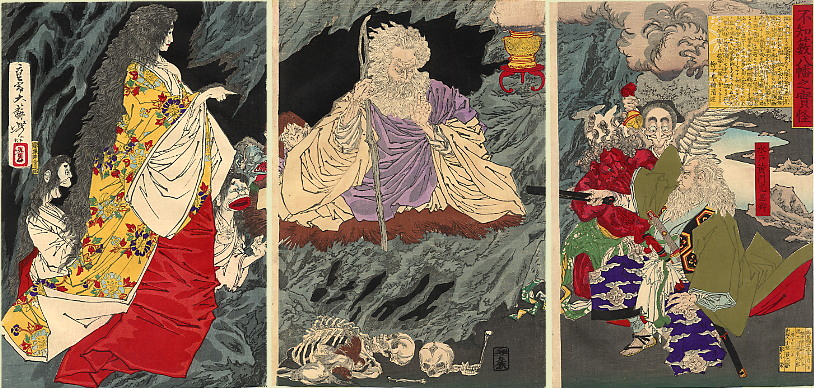
츠키오카 요시토시의 우키요에. 미토 고몬(오른쪽)의 앞에 괴인이 튀어나왔다.

이러한 위인 관련설은 모두 해당 인물이 평안히 잠들도록 출입금지가 된 것으로 있다. 그러나 이설도 많다.
- 기타 옛날 호족의 무덤이라는 설
- 미토 고몬이 들어갔다 해메고 출입금지로 지정했다는 설
- 숲 중앙의 요지에서 독가스가 나온다는 설. 그러나 과학적 근거는 전무하다. 실제로 독가스가 나온다면 솦속은커녕 숲 근처에도 들어갈 수 없을 것이다.
- 숲의 바닥이 모래늪처럼 꺼지는 땅이라는 설. 이 역시 숲 중앙이 요지라는 것과 관련된 설이다.
- 인근의 카치스카 하치만 궁과 관련되어 있다는 설. 중앙의 요지가 죽은 동물을 공양하는 연못이었는데 "함부로 연못에 들어가지 말라"는 경고가 희생제물을 바치는 일이 없어지고 연못도 말라버려서 맥락없이 "들어가면 안된다"만 남아버렸다는 설이다.